# Dubno (gmina w województwie białostockim)
Dubno – dawna gmina wiejska istniejąca do 1939 roku w woj. białostockim (obecnie na Białorusi). Siedzibą gminy było Dubno.
W okresie międzywojennym gmina Dubno należała do powiatu grodzieńskiego w woj. białostockim. 16 października 1933 gminę Dubno podzielono na 9 gromad: Czerlonka, Dubno, Kniażewodce, Kozakowce, Mikłaszowce, Sawinka, Soroczyce, Suchenicze i Zapole.
Po wojnie obszar gminy Dubno wszedł w struktury administracyjne Związku Radzieckiego.

## Demografia
Według spisu powszechnego z 1921 roku, gminę zamieszkiwało 3128 osób, w tym 2814 (90%) Białorusinów, 312 (10%) Polaków i 2 Rosjan.